# Райнсдорф (Бургенланд)
Райнсдорф (нем. Reinsdorf) — деревня в Германии, в земле Саксония-Анхальт.
Входит в состав города Небра района Бургенланд. Население составляет 582 человека (на 31 декабря 2006 года). Занимает площадь 7,57 км².

## История
Впервые упоминается в 786 году как Регинхардесдорф.
Ранее Райнсдорф имела статус общины (коммуны). 1 сентября 2010 года вошла в состав города Небра.

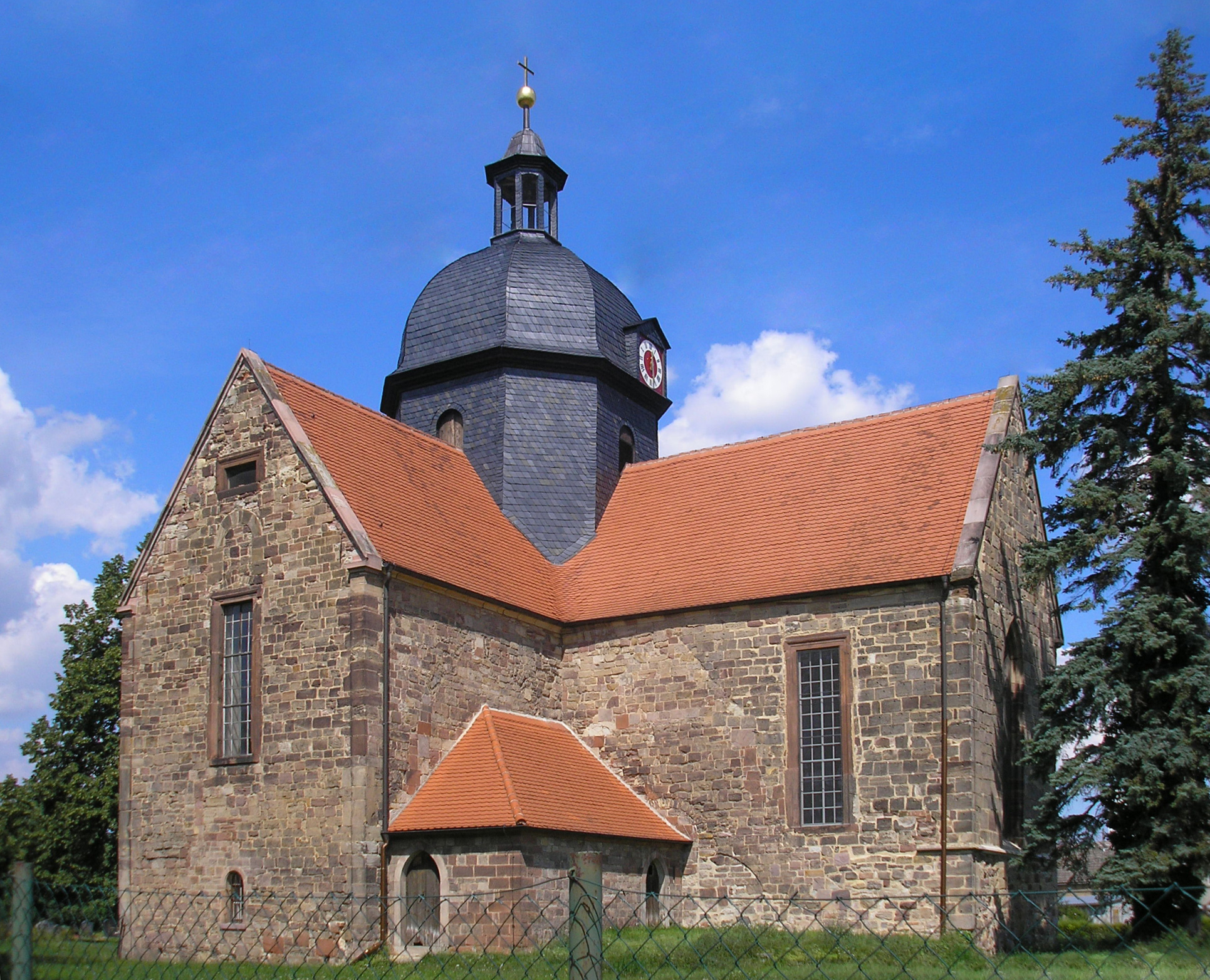
Церковь Райнсдорфа